# スバル・XV
XV（エックスブイ、SUBARU XV）は、SUBARU（旧・富士重工業）が生産・販売していたクロスオーバーSUV（北米ではサブコンパクトカテゴリー）である。
北米市場においては2代目モデル以降がクロストレック（Crosstrek）の名称で販売されていたが、2022年に発表されたモデルから車名が全世界共通で「クロストレック」に統一された。
本項では、北米以外の地域で「インプレッサXV」および「XV」の名称で販売されていた2010年から2022年までの状況について記す。

## 初代 GH系（2010年-2012年）
各視点による世代数については以下の通りである。
- インプレッサ全体として：3代目
- XVとして：初代
- 米国仕様車：アウトバックスポーツ 3代目

2010年3月の第80回ジュネーブ国際モーターショーで世界初公開された。インプレッサのクロスオーバータイプとしては初代に存在した「グラベルEX」以来となる。当初、日本市場への導入時期については明確にされていなかったが、同年6月24日、インプレッサシリーズの一部改良と同時に発売された。XV単独の日本国内での月販目標は200台。
インプレッサの5ドアハッチバックがベース。専用のめっきフロントグリル&バンパー、サイドクラッディング、ルーフレール、ルーフスポイラーを装備し、車内には茶色を強調色に使用している。
日本国内向けのグレードは1.5iと2.0iで、ベースモデル同様それぞれにフロントエンジン・前輪駆動（FF）と四輪駆動（AWD）を設定。リヤスタビライザーの追加とダンパーの減衰力を上げることで、高いロール剛性によるスポーティな走りを実現している。専用サスペンションを採用しているにもかかわらず、ロードクリアランスがベースモデルと同一なのは、使い勝手を最優先し、車高をあまり上げないほうが都合が良いと判断したためだという（全高はルーフレールがあるため高くなっている）。
海外仕様のグレードはDOHC自然吸気（NA）エンジンを搭載する2.0Rと、欧州向けのボクサーディーゼル搭載の2.0Dの2種類となっている。車高については地域により異なっており、欧州地域では日本と同じく標準車高だが、中国・ロシア・豪州・一般地域向けにはタイヤサイズの変更とサスペンションの変更によって車高を50 mm上げている。これは、新興国市場での悪路走破性という付加価値の提供を目指したものである。
北米市場には同じくインプレッサをベースとしたクロスオーバーモデルの「アウトバックスポーツ」がすでに存在していたため、この世代のみ導入されなかった。
2012年1月、生産終了。同年9月、SUBARU XVへと改称してフルモデルチェンジ（後述）。

### 年表
- 2010年6月24日 - 発表。発売開始。
- 2012年1月 - 生産終了。それ以後は在庫対応分のみの販売となる。
- 2012年2月 - 在庫対応分が全て販売終了。

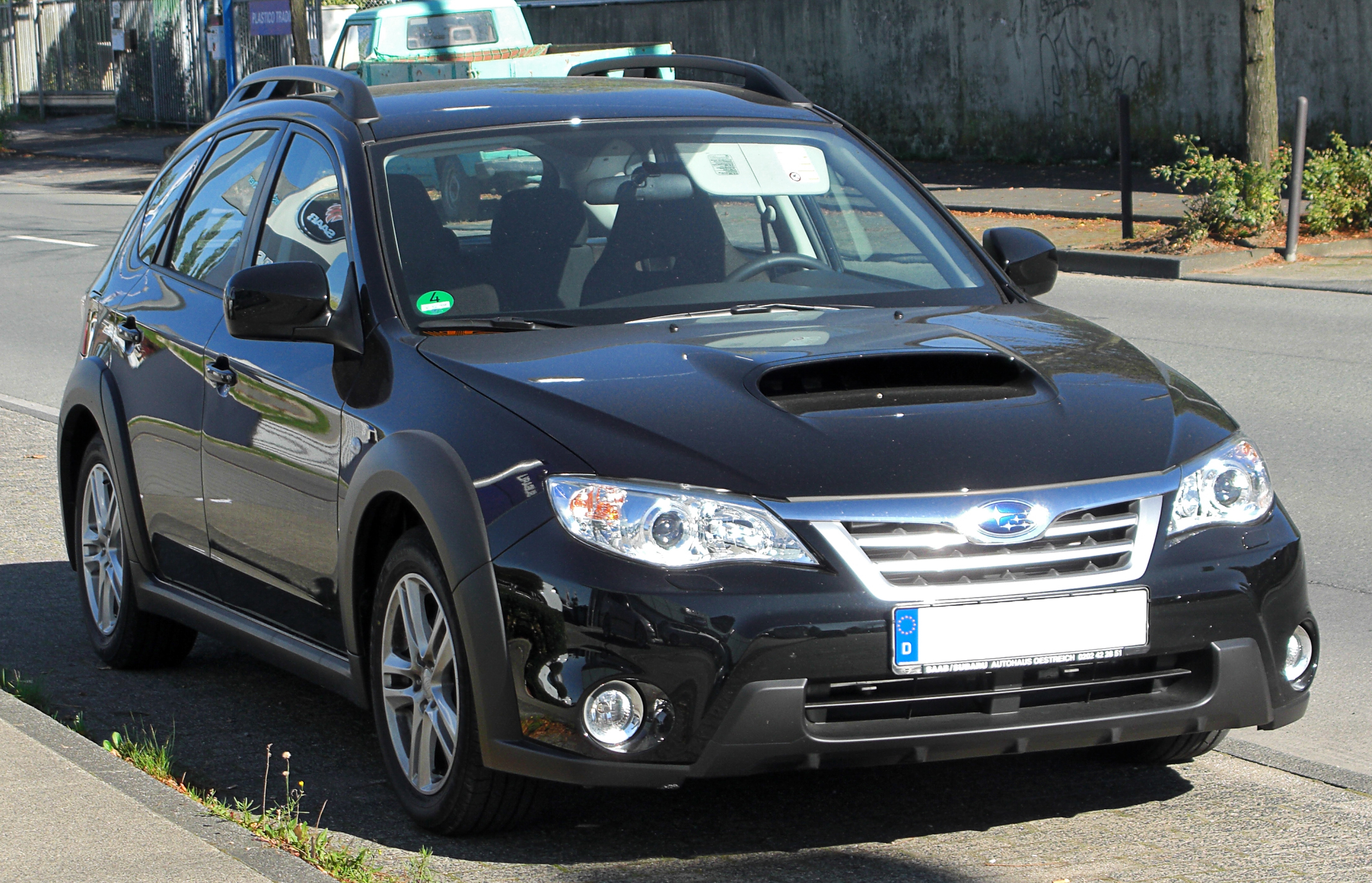
欧州仕様、フロント
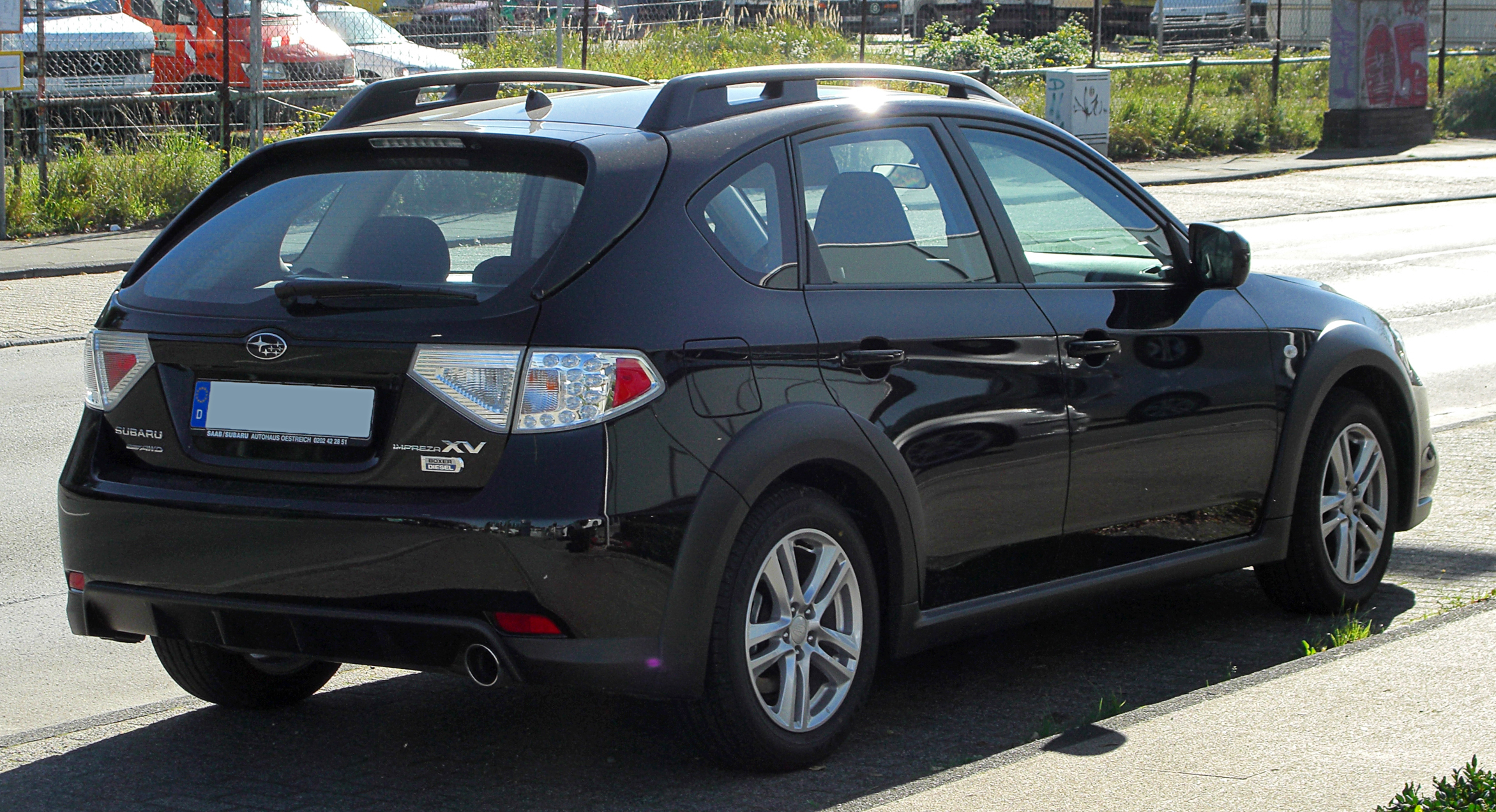
欧州仕様、リヤ

## 2代目GP系（2012年-2017年）
各視点による世代数については以下の通りである。
- インプレッサ全体として：4代目
- XVとして：2代目
- クロストレック米国仕様車として：初代

### コンセプトカー
2011年4月、富士重工業は上海モーターショーに「SUBARU XV CONCEPT」を出品、世界初公開した。

### 日本
2012年9月25日、販売終了から約7か月間のブランクを経てフルモデルチェンジが発表された（10月5日販売開始）。月販目標台数1000台。この代から「インプレッサ」の名が外れ、「SUBARU XV」の単独ネームとなる。スポーク部分のシルバーと周辺部分のコントラストにより、走行中・停車中で異なる表情を見せる特徴的な17インチアルミホイールや、スバル共通のアイデンティティであるヘキサゴングリルやホークアイヘッドランプのデザインを採用。SUVらしさを演出するため、最低地上高を高めの200 mmに設定しているが、全高は1,550 mm（オプションのルーフレール非装着時）に抑えられており、ほとんどの機械式立体駐車場に入庫可能としている。ボディ色は専用色の「タンジェリンオレンジ・パール」と「デザートカーキ」を含む9色を設定。エンジンはFB20型に置換され、リニアトロニックおよびアイドリングストップを採用したことで燃費を向上し、全車「平成27年度燃費基準」を達成した。グレード体系は、「2.0i」、「2.0i-L」、先代では搭載されなかった運転支援システム「EyeSight (ver.2)」を搭載した「2.0i-L EyeSight」の3グレードを設定する。なお、新車装着タイヤについては国内仕様はコンフォートタイプ（ヨコハマ・ブルーアース）、輸出仕様はオールシーズンタイプ（ヨコハマ・ジオランダー）と分けられている。また、後述の通りスバル車初のハイブリッドモデルも用意される。
2013年6月24日、ハイブリッドモデル「XV HYBRID」が発表され、同日より販売開始された。エンジンのFB20型は更なる摩擦低減を行ったハイブリッド専用仕様に、トランスミッションは既存のリニアトロニックCVTを基にプライマリープーリー後方にハイブリッド用駆動モーターを一体化した専用トランスミッションを採用。出力側にもクラッチを設けており停車時の充電も可能としている。ガソリン車と同じ常時AWDを採用したシンプルな構造により、低速領域でエンジンを切り離したEV走行時においてもAWDにより4輪全てにトルクを伝えることが可能となった。また、インバーターやDC-DCコンバーター等の高電圧部品とニッケル水素電池（動力用主電池）を単一ユニット化し、重量部品と共に荷室の床下に集中配置することで車両の前後左右の重量配分や重心高、荷室容量はガソリン車と同等水準を実現した。エンジンにはISG（インテグレーテッド・スターター・ジェネレーター。モーター機能付き発電機）が採用されており、EV走行からのエンジン再始動はISGによって行われ始動時の振動を低減、エンジン停止時にもISGでエンジン速度を調整することで振動を生じる時間を低減するなど快適性を確保している。なお通常の始動機（セルモーター）も搭載されており、初始動時にはこの始動機が使われる。このためニッケル水素電池と2つの12Vバッテリー（補機用とISG用）の3種類のバッテリーが搭載されている。シャシーに関してもサスペンションにフリクションコントロールダンパーを追加して摩擦の変動を抑えることで微小な往復でもダンパーの減衰が働き、乗り心地を向上した。ステアリングのギア比はガソリン車よりも鋭敏化され、ハイブリッド車特有の騒音に対応するため、遮音材や吸音材を追加して静粛性を高め、大型のフロアアンダーカバーの採用で空力性能の向上を図った。仕様もガソリン車と差別化され、アルミホイールは剛性を高めた専用設計となり、ヘッドランプのポジションランプをクリアブルーのインナーレンズとホワイトバルブに変更。リアコンビランプはテールランプの形状をヘッドランプをモチーフとした形状に替え、アウターレンズを透明化。ボディ色もHYBRID専用色の「プラズマグリーン・パール」を設定した。グレード体系はガソリン車と共通だが、「2.0i-L EyeSight」は標準装備のアイサイト (ver.2) に全車速追従機能付クルーズコントロール作動時にEV走行を最大限活用することで実用燃費向上に寄与する「ECOクルーズコントロール」を追加した。なお、「XV HYBRID」は全車「平成27年度燃費基準+20%」を達成する（2015年4月に新たに設けられた平成32年度燃費基準に対応し、「平成32年度燃費基準+10%」を達成）。同年10月、 ガソリン車「SUBARU XV」の一部改良が発表された（11月12日販売開始）。前後サスペンションのダンパー減衰力を最適化したほか、遮音材の強化やエンジン作動音の低減により室内の静粛性を向上し、ステアリング周りのデザインを変更。「2.0i-L」・「2.0i-L EyeSight」に標準装備されている8ウェイパワーシートは従来からの運転席に加えて助手席にも装備され、電動パワーステアリングの調整や制振性能を向上した。
2014年11月、一部改良が行われ、同時にガソリン車に特別仕様車「POP STAR」が発表された（12月25日販売開始）。
2015年10月6日、富士重工業はオフィシャルウェブサイト内の専用サイトにてマイナーチェンジモデルの外観や概要を公開し、東京モーターショー2015のプレスデー当日に正式発表することを発表した。同年10月28日、正式にマイナーチェンジが発表され、同日より販売開始された。キャッチフレーズは「We are XV」。外観はヘッドランプ・フロントグリル・フロントバンパーのデザインを変更したことでフロントマスクが新しくなり、ワイド感と低重心を表現した。ガソリン車は17インチアルミホイールも新デザインに変更。ガソリン車の「2.0i-L EyeSight」にはサンルーフのメーカーオプション設定を追加した。ボディ色も一部入れ替えを行い、「ディープシーブルー・パール」とハイブリッド車専用色の「プラズマグリーン・パール」に替わり、「ハイパーブルー」と「ダークブルー・パール」のブルー系2色を追加した。内装ではピアノブラック調パネルを金属調アクセントで引き締めてコントラストを強調。シートサイドにアクセント材を追加するとともに、ガソリン車はオレンジ、ハイブリッド車はシルバーのステッチを施した。安全面も強化し、死角検知機能・車線変更支援・後退時支援で構成された「スバルリヤビークルディテクション」と、新採用のルームミラー一体型の単眼カメラが先行車や対向車を検知してヘッドランプのロービームとハイビームを自動切替するとともに、後続車のヘッドランプなどの強い光をセンサーが検知して自動的に反射率を切り替えて眩しさを抑えるハイビームアシスト（自動防眩インナーミラー付）で構成された「アドバンスドセイフティパッケージ」をメーカーオプション設定したほか、SRSサイドエアバッグ&SRSカーテンエアバッグを全車に標準装備した。
2016年7月24日、EyeSight非搭載グレードの「2.0i」の注文受付が終了した。なお、ベースモデルのインプレッサが5代目への移行のために同日をもって注文受付終了となったが、XVは生産・販売が継続された。同年7月28日、スバルテクニカインターナショナル（STI）の手によるハイブリッド車の特別仕様車「HYBRID tS」を今秋発売することが発表され、発売に先駆けて同日より先行予約が開始され、プロトタイプの車両画像と概要が公開された。
2020年5月29日、SUBARU純正用品として、ペダル踏み間違い時加速抑制装置が発売された（GP/GJ型インプレッサにも同時に設定）。EyeSight非装着車（装着できない場合あり）を対象に後付装着するもので、時速約10 km以下での前進・後退時に、前後に装着したソナーセンサーで前・後方約3 m以内のある壁などの障害物を検知した場合、ランプとブザーで警告するとともに、それでもアクセルを強く踏み込んだ場合には加速の抑制が行われる。また、後退時には障害物の検知にかかわらず、時速約5 km以上でアクセルを強く踏んだ場合やアクセルを踏んだまま時速約5 kmを超えた場合に警告と加速抑制が行われる。

#### 特別仕様車

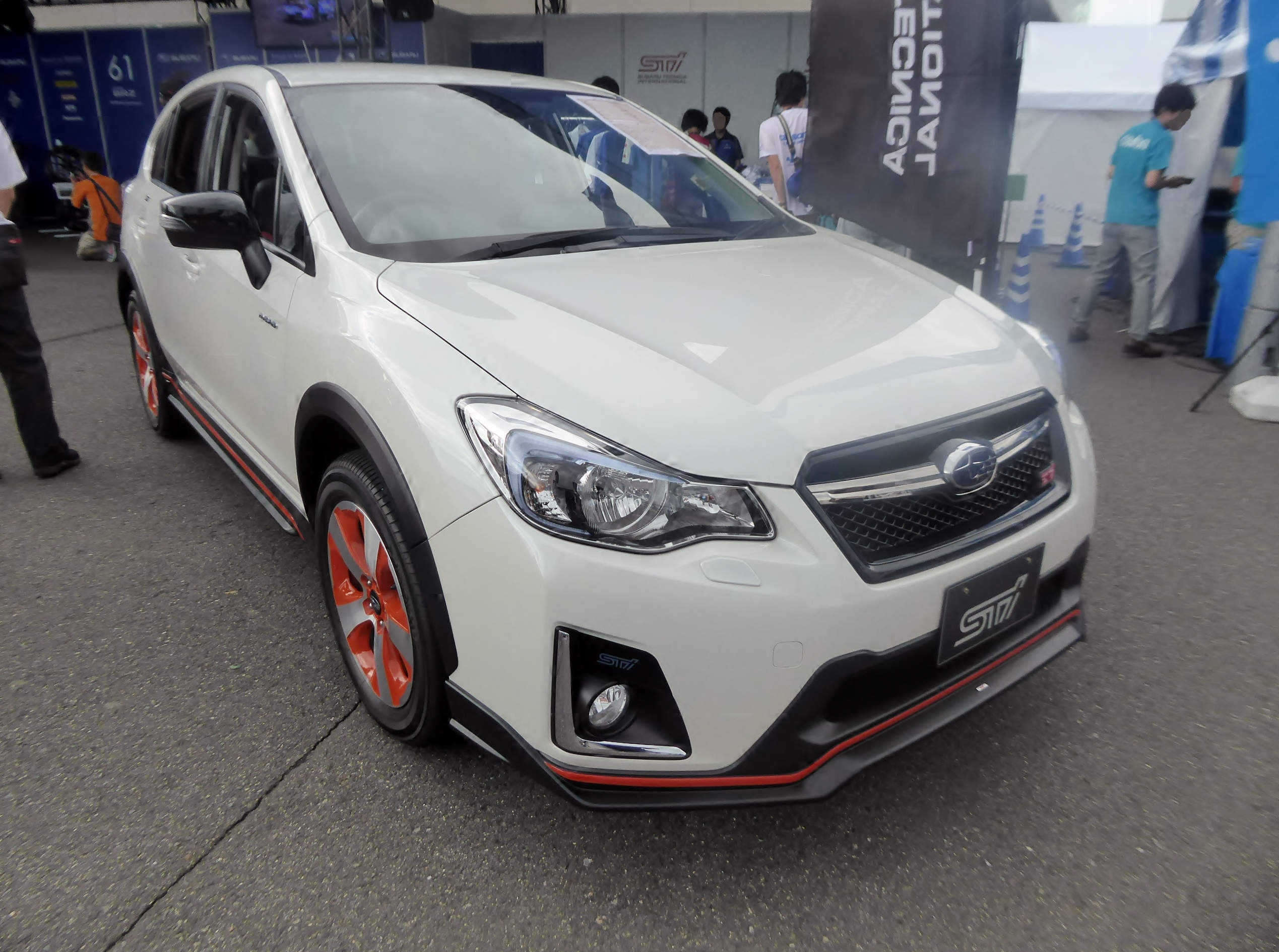
SUBARU XV HYBRID tS

POP STAR
内装に目立つ特徴として金属調の加飾を織り込み、ピアノブラック調パネルやシルバーステッチを採用。フロントセンタートレイにはUSB電源を2基備えたほか、タッチ操作可能のセンターディスプレイを搭載したSDカーナビゲーションをオプション設定した。ガソリン車の「2.0i-L」・「2.0i-L EyeSight」はメーターパネルをブルーに変更し、金属調リングも採用。中央には3.5インチカラー液晶のマルチインフォメーションディスプレイも採用した。さらに、ガソリン車「XV」のみの改良点として、パワーユニットの各部摩擦低減などによって燃費を向上し、SI-DRIVEを採用。ショックアブソーバーの減衰力やコイルスプリングのバネ定数の最適化といったサスペンション性能の向上や、ステアリングギア比の変更（15.5:1→14.0:1）などによって振動が少なくなり、走行性能を向上。ボディ各部への吸音材の追加やウィンドウガラスまわりの構造変更を行い、静粛性も高めた。「2.0i-L EyeSight」は標準装備の「EyeSight」を操舵支援機構のアクティブレーンキープの追加やプリクラッシュブレーキ、全車速追従機能付クルーズコントロールの性能向上などを行った改良型の「EyeSight ver.3」に置換した。特別仕様車の「POP STAR」は内装に専用のカーボン調加飾パネルやオレンジステッチを採用。装備面ではサンルーフやSRSサイドエアバッグ+SRSカーテンエアバッグを標準装備した。ボディ色は専用色の「サンライズイエロー」を含む5色を設定した。
2.0i EyeSight Proud Edition（2015年）およびHYBRID 2.0i EyeSight Proud Edition
ベーシックグレードの「2.0i」・「HYBRID 2.0i」を基に、「EyeSight（ガソリン車はver.3、ハイブリッド車はver.2）」とクリアビューパック（フロントワイパーデアイサー/ヒーテッドドアミラー/撥水加工フロントドアガラス）を特別装備しながらベース車の10.8万円（税込）高に抑えたXVにおけるEyeSight搭載車のエントリー仕様である。
2.0i EyeSight Proud Edition（2016年）
2015年4月に発売された特別仕様車「2.0i EyeSight Proud Edition」が、スバル初のBOXERエンジン搭載車スバル・1000の発売から50周年を記念した特別仕様車として仕立て直された。新仕様版では「EyeSight(ver.3)」を標準装備した「2.0i EyeSight」がベース車となり、外観はフロントグリルをメッキ加飾付ピアノブラック調に、ドアミラーを黒色塗装にそれぞれ変更。装備面では前回の仕様にも特別装備されていたクリアビューパックに加え、カタログモデルでは上級グレードでの装備となるHIDロービームランプ、運転席&助手席8ウェイパワーシート、キーレスアクセスおよびプッシュスタートも特別装備した。
SUBARU XV HYBRID tS
XV HYBRIDを基に、足回りはフレキシブルタワーバーをはじめとしたSTI製パーツを採用し、電動パワーステアリングに高剛性クランプスティフナー（左右）を採用。外観はスポイラー類〔フロント、サイドアンダー、ルーフエンド（LEDハイマウントストップランプ内蔵）〕にオレンジのピンストライプを施し、17インチアルミホイールはオレンジ塗装および切削光輝仕様を採用。内装では、黒のウルトラスエードおよび本革を要に、オレンジの合成皮革とアイボリーのトリコットをサイドに配して組み合わせ、STIロゴの型押しとオレンジステッチを施した専用シートを採用したほか、シートヘッドレスト・ドアトリム加飾・ドアアームレスト・フロントコンソール・スライド機構付コンソールリッドにオレンジステッチを施した。なお、本仕様車は架装車両のため、持ち込み登録となる。

#### 年表
- 2012年9月25日 - 発表。キャッチフレーズは「a new type」。
- 2012年10月5日 - 販売開始
- 2012年12月20日 - マレーシアでのノックダウン組立開始
- 2013年3月29日 - ニューヨーク国際自動車ショーで、ハイブリッドモデルである「スバル XV クロストレック ハイブリッド」を発表。スバル初のハイブリッド車となる。米国市場へは2013年秋に投入される予定と発表された[18][19]。
- 2013年6月24日 - 日本市場でハイブリッドモデル「XV HYBRID」を発表、同日より販売開始。
- 2013年10月29日 - ガソリン車「SUBARU XV」を一部改良（11月12日販売開始）
- 2014年11月25日 - 一部改良し、同時にガソリン車に特別仕様車「POP STAR」を発表（12月25日販売開始）。
- 2015年4月14日 - 特別仕様車「2.0i EyeSight Proud Edition」・「HYBRID 2.0i EyeSight Proud Edition」を発表（「2.0i EyeSight Proud Edition」は同日より販売開始、「HYBRID 2.0i EyeSight Proud Edition」は6月1日販売開始）[20]。
- 2015年10月28日 - 正式にマイナーチェンジが発表され、同日より販売開始された。
- 2016年5月10日 - 2015年4月に発売した特別仕様車「2.0i EyeSight Proud Edition」を発表（5月31日販売開始）[21]。
- 2016年7月24日 - EyeSight非搭載グレードの「2.0i」の注文受付が終了した。
- 2016年9月20日 -「HYBRID tS」を発表（10月25日販売開始）[22]。
- 2017年4月22日 - 次期型への移行に伴い注文受付を終了。以降は在庫のみの対応となる。
- 2017年5月 - 3代目と入れ替わって販売終了。

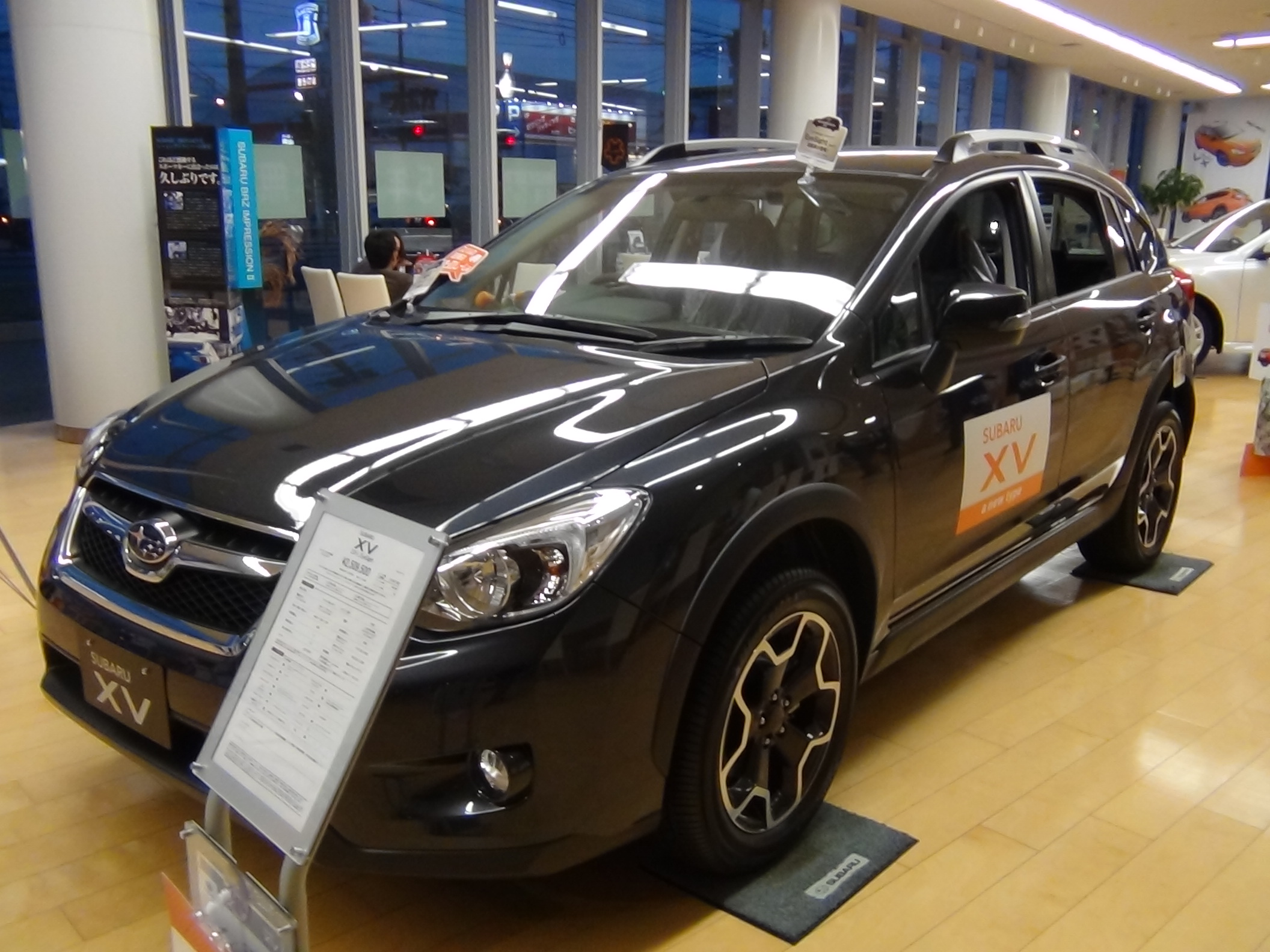
前期型 日本仕様 XV フロント
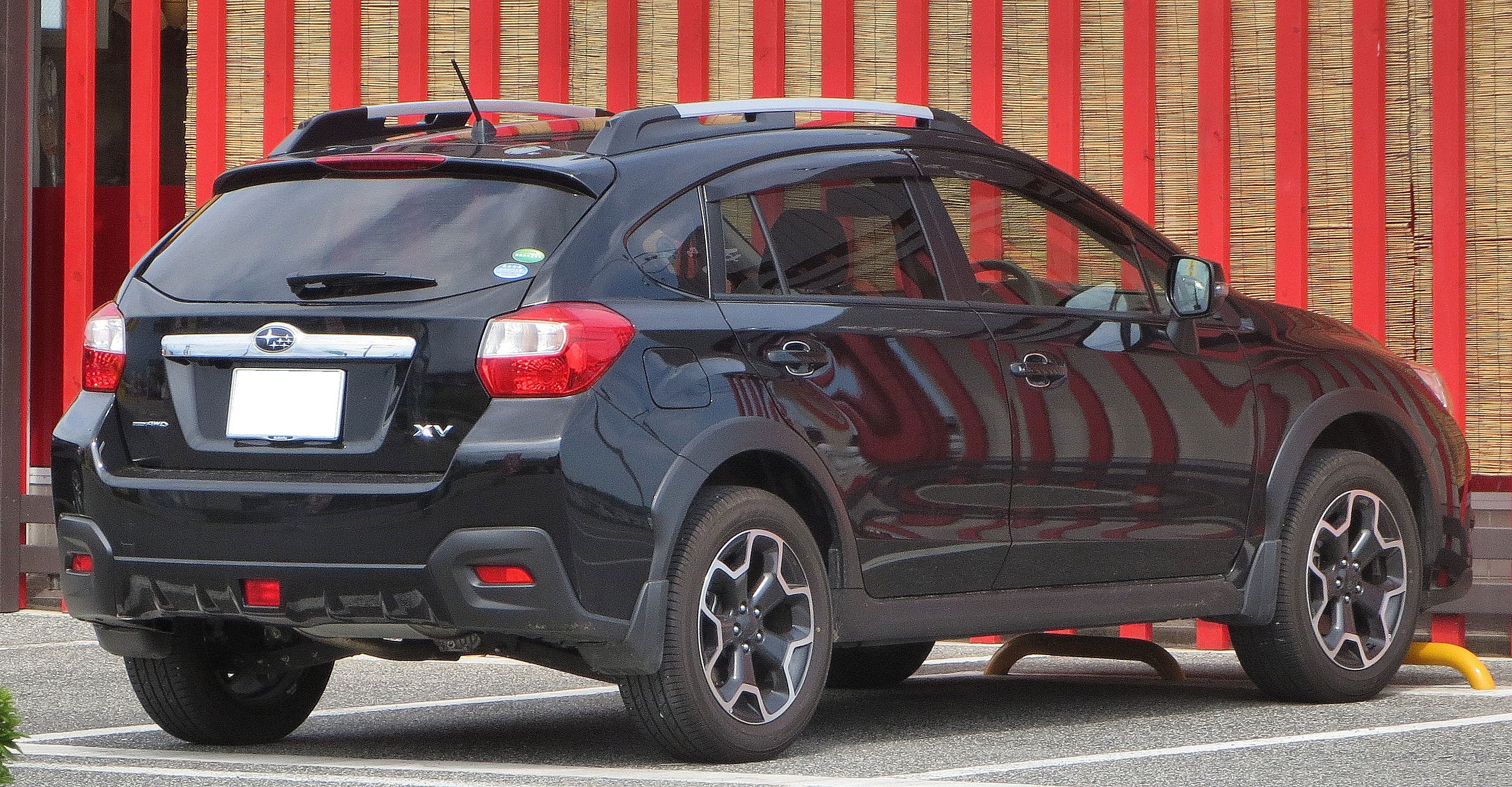
前期型 日本仕様 XV リア
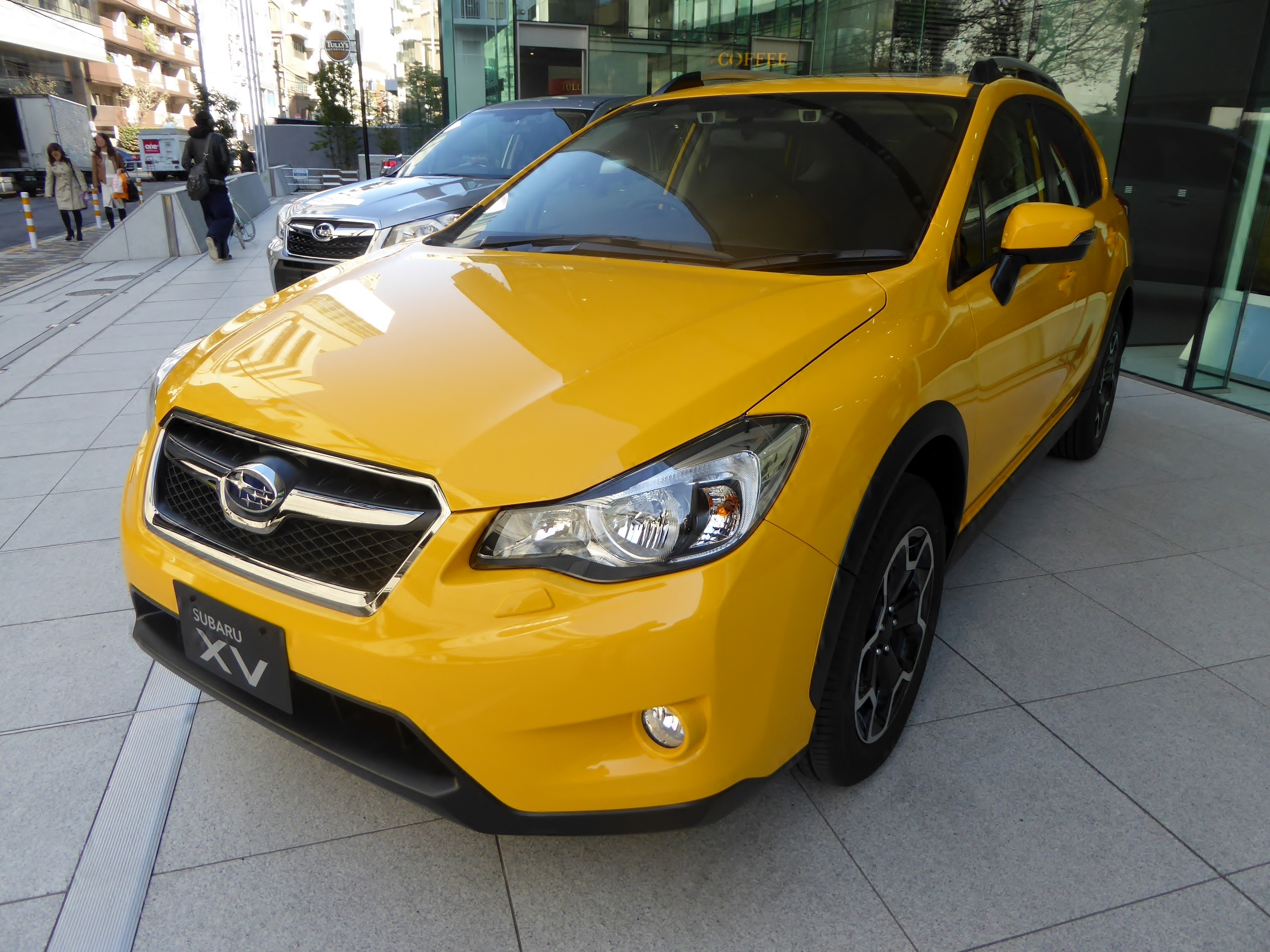
前期型 日本仕様 XV POP STAR
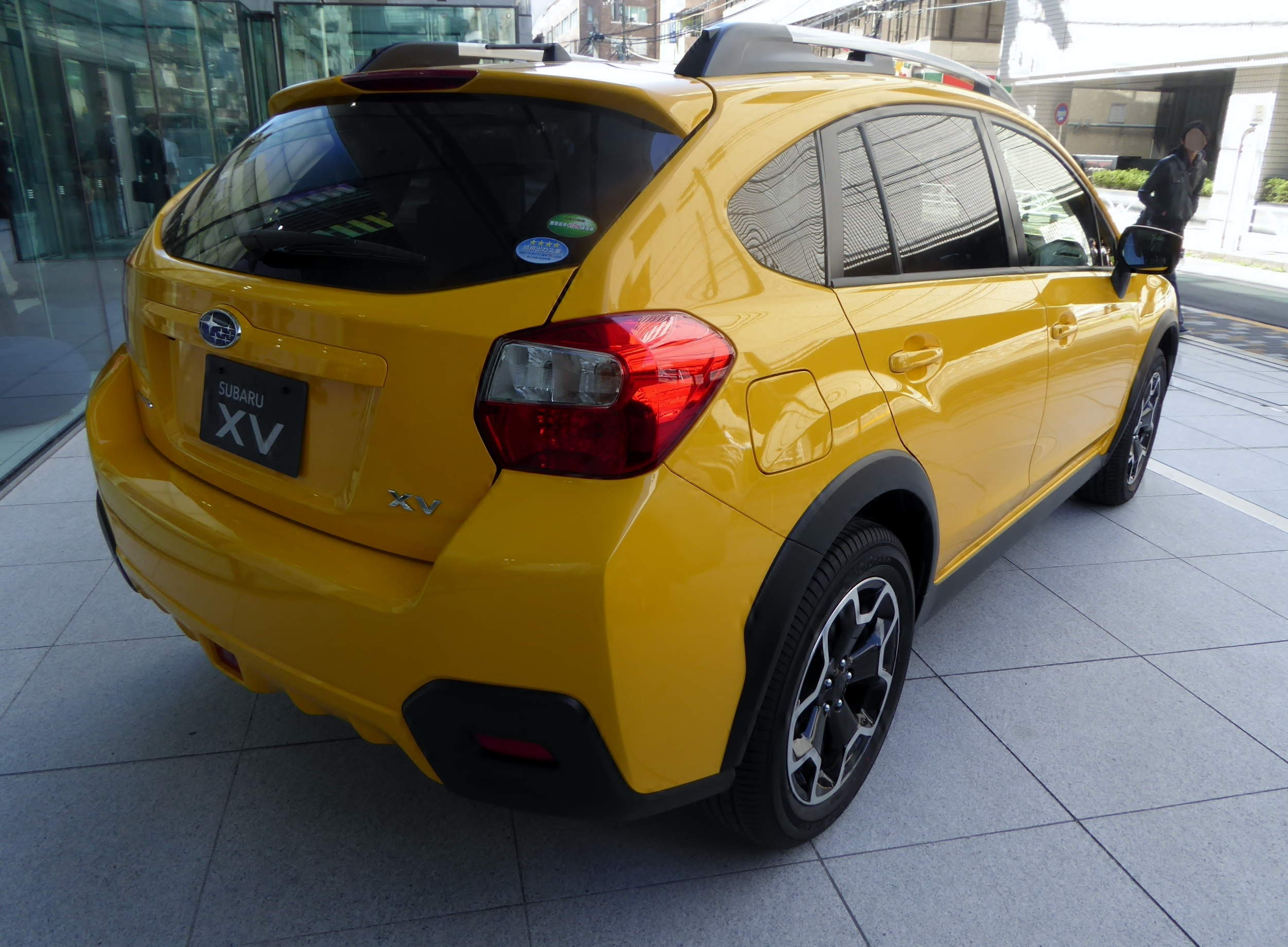
前期型 日本仕様 XV POP STAR リア
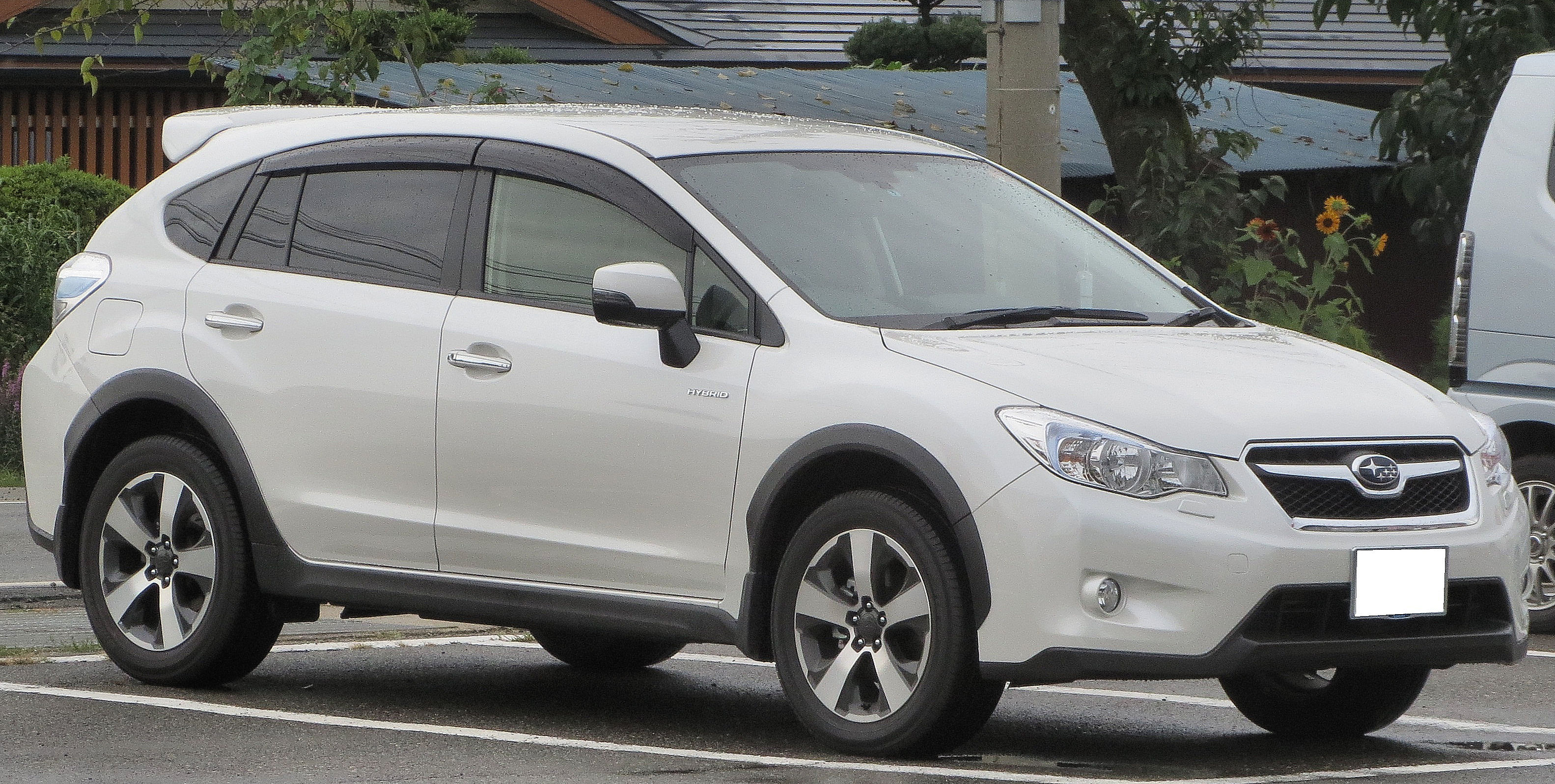
前期型 XV HYBRID 2.0i-L EyeSight
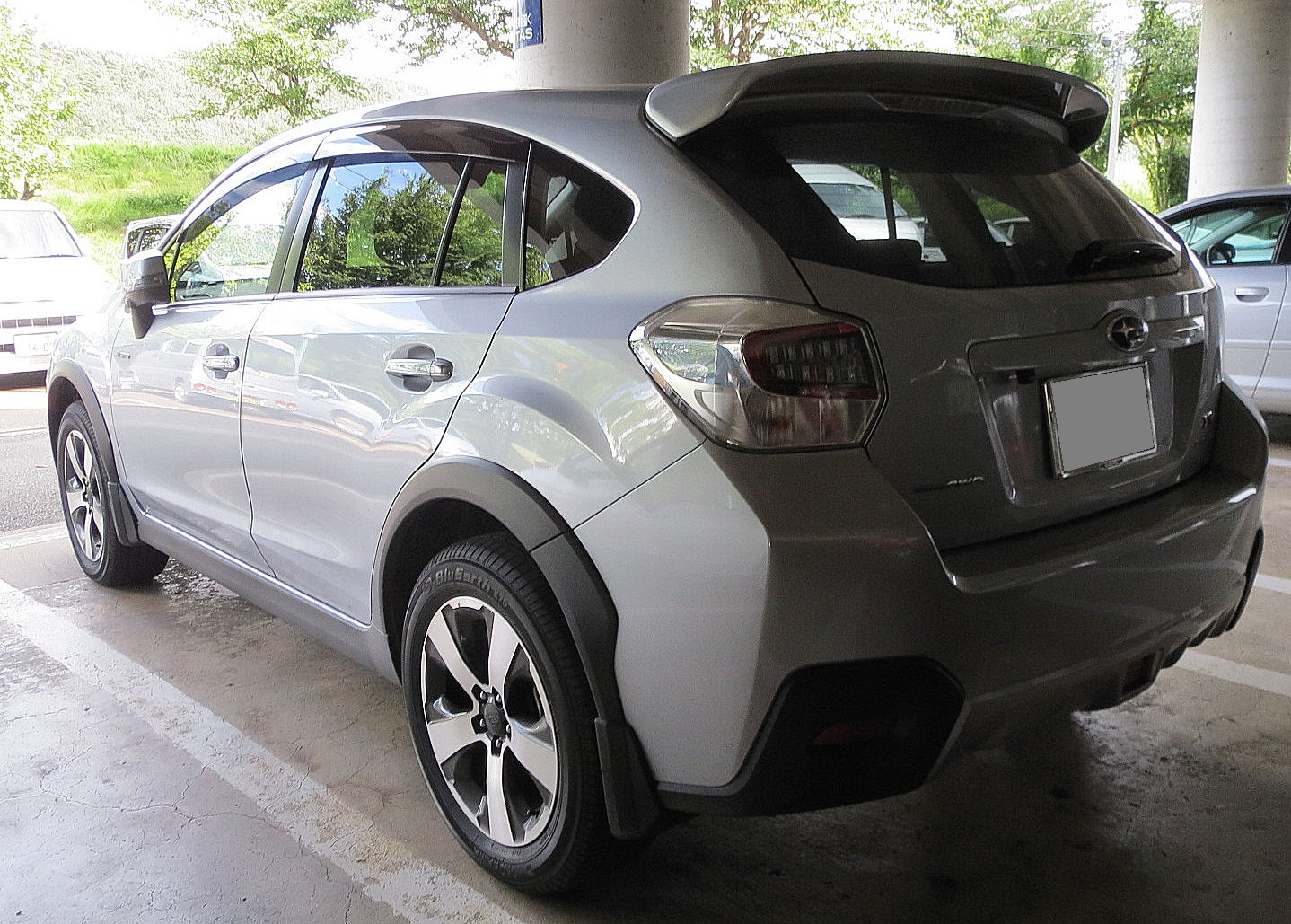
前期型 XV HYBRID 2.0i-L EyeSight  リア
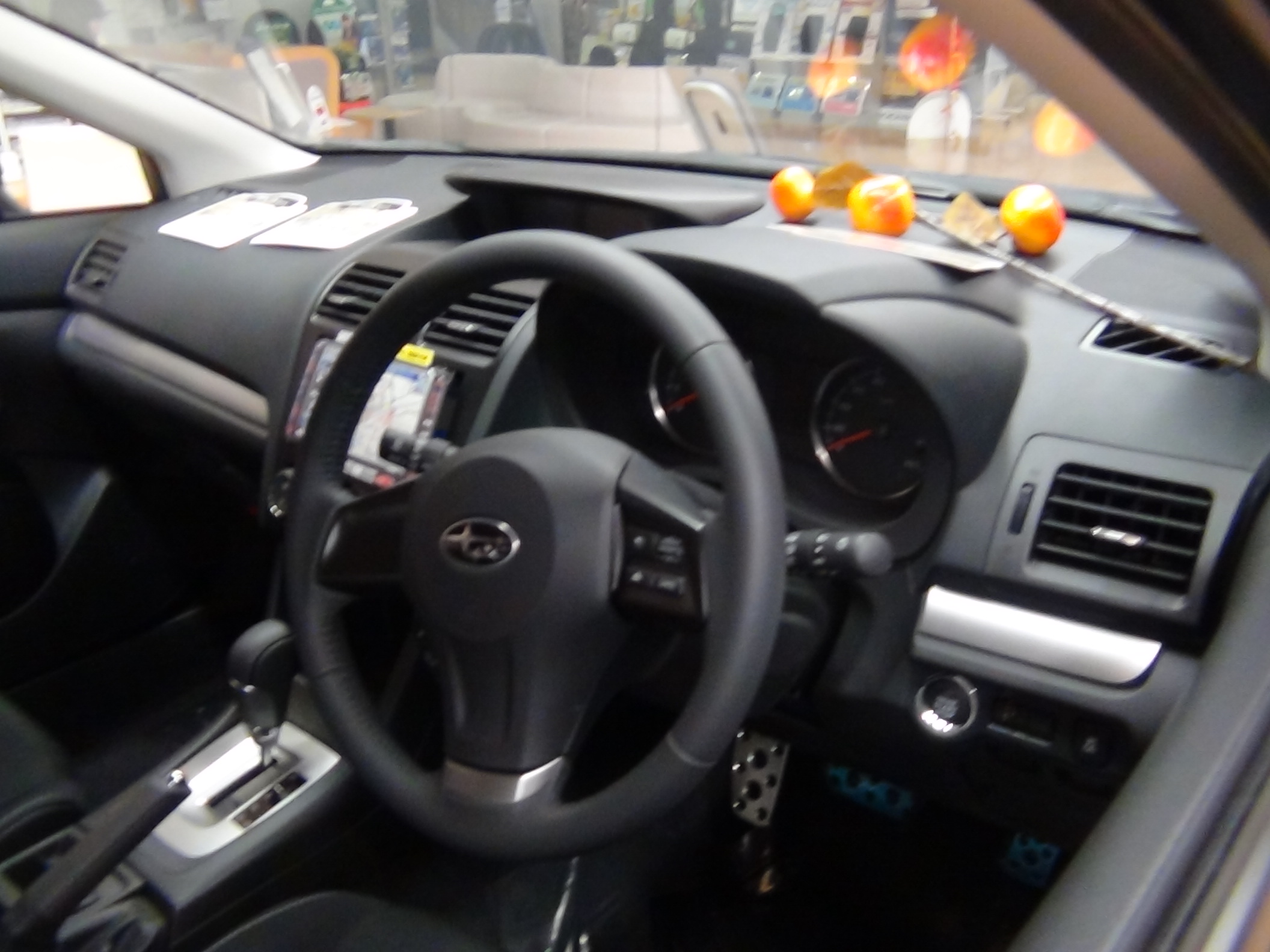
前期型 日本仕様 XV 室内
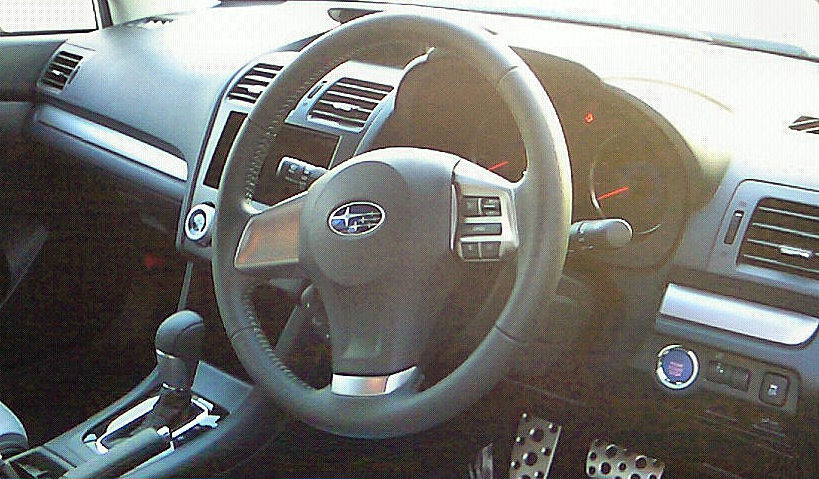
前期型 XV HYBRID 2.0 i-L 室内

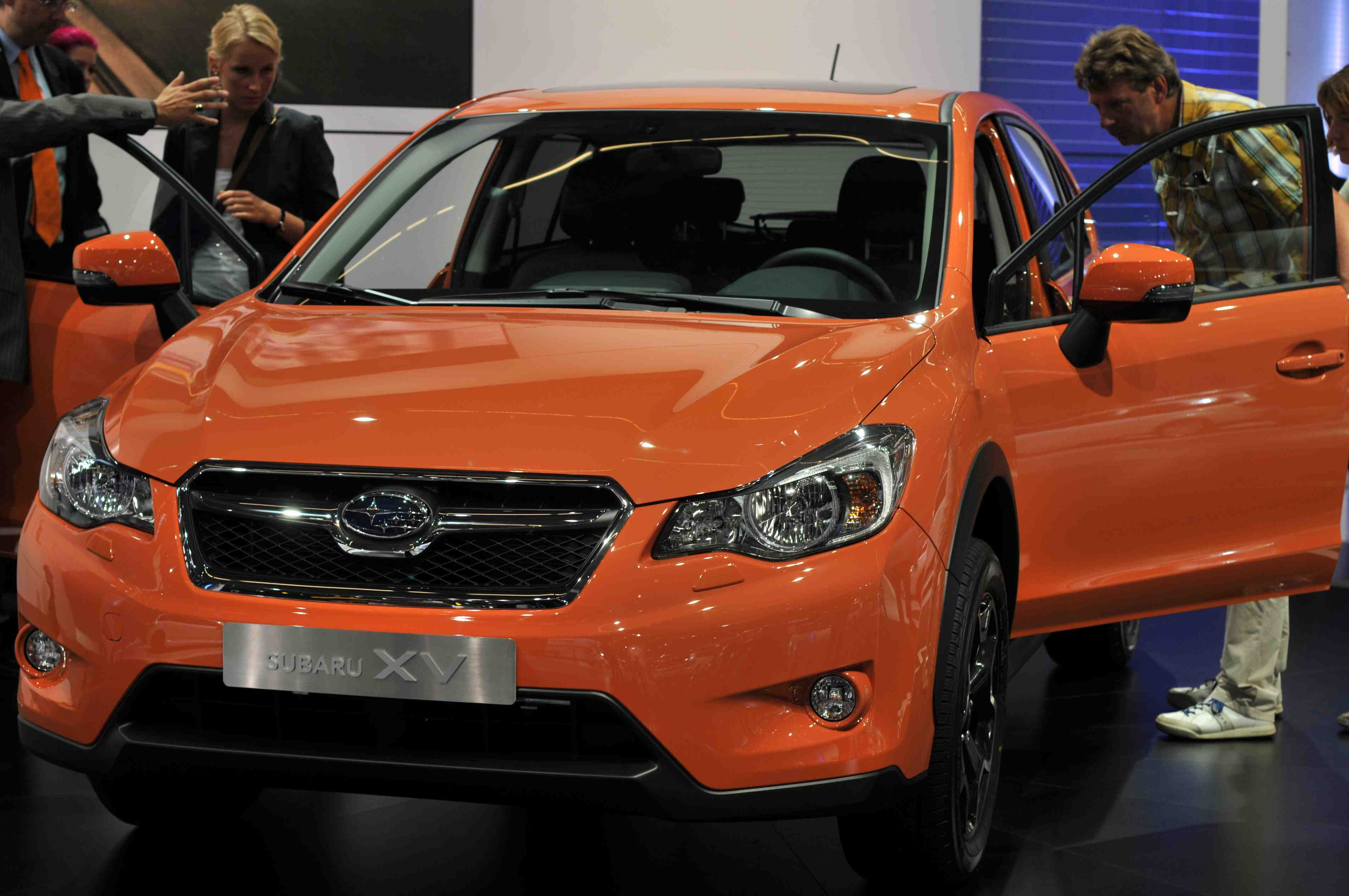
日本国外仕様 XV
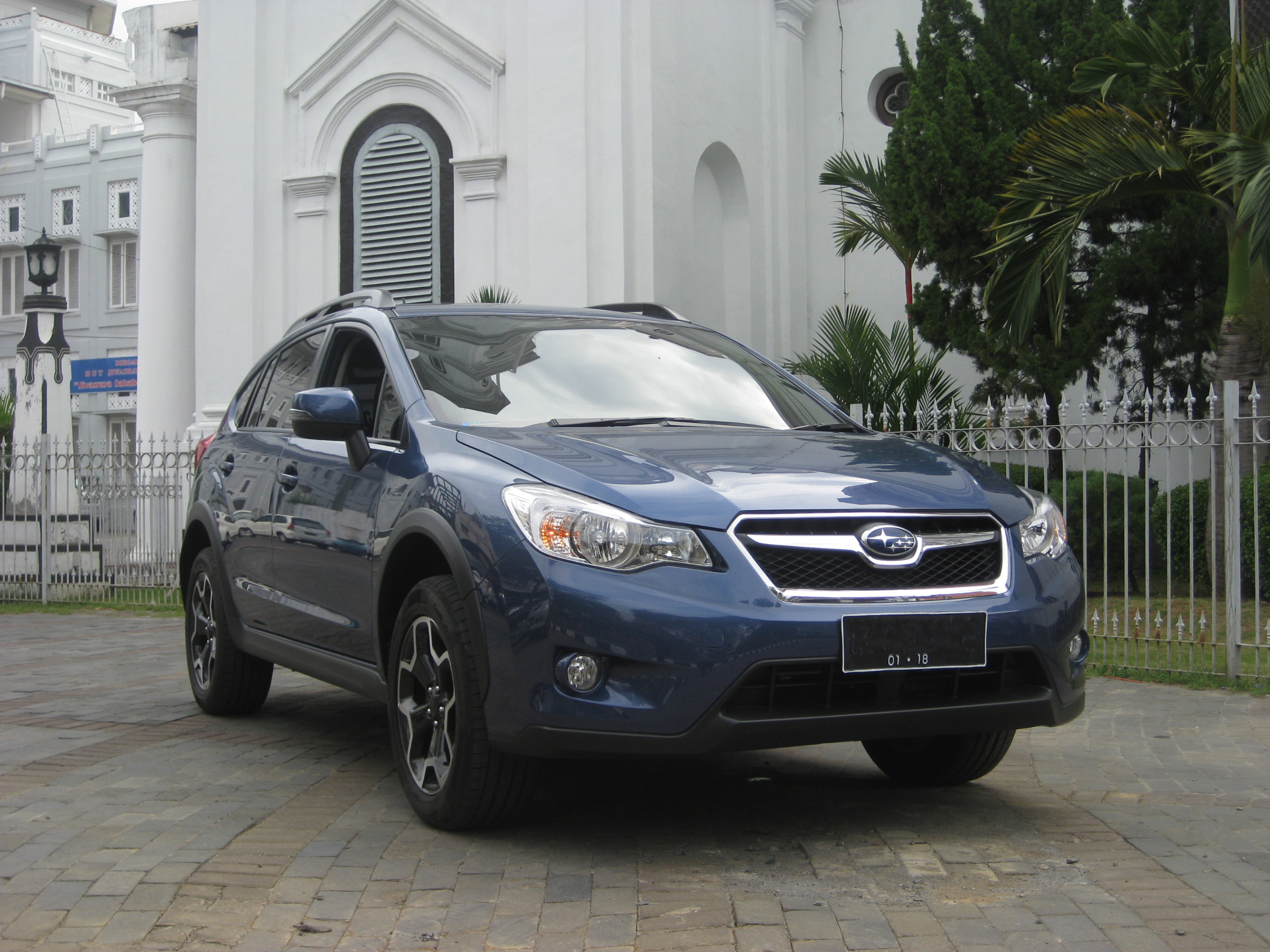
欧州仕様 XV

#### 受賞歴
2012年12月12日、デザートカーキ（外装）×黒色（内装）の組み合わせがオートカラーアウォード2013でグランプリ受賞。スバル車が同グランプリを受賞するのはこれが初めてとなる。
2013年12月13日、XV HYBRIDで設定できるプラズマグリーン・パール(ext)×ブラック+シルバーアルカンターラ(int)組み合わせがオートカラーアウォード2014で「オートカラーデザイナーズセレクション」の「エクステリア部門賞」を受賞。

### 北米
北米市場ではそれまでのアウトバックスポーツの後継として、2013年モデルイヤーからXVクロストレック（XV Crosstrek）として発売された。エンジンは最高出力148 hp (110 kW)のFB20B型でインプレッサと共通である。17インチホイールとルーフレール、ティンテッド（着色）ガラスが装備に含まれる。全グレードともシンメトリカルAWDシステムとリニアトロニックCVTを採用する四輪駆動である。
2014年モデルには北米市場でもハイブリッド版が2グレードで発売された。2015モデルイヤーには、バックカメラと6.2インチヘッドユニットが全グレードに追加され、電動パワーステアリングシステムが更新された。Limitedグレードには断熱・防音ガラス、キーレス始動、カラー液晶ディスプレイを含むダッシュボードの更新が含まれた。サイドミラーにはウェルカムライティングとウインカーが追加された。（2015スバル・レガシィとアウトバックでも採用され）当時新しかった7.0インチディスプレイ付きのStarlinkマルチメディアプラスシステムが採用された。Premium、Limited、およびHybridグレードはオプションでEyeSightを選択できた。
2016年モデルでは「XV」の名が外れ、クロストレック（Crosstrek）の単独ネームとなった。Premiumグレードにオールウェザーパッケージ（ヒーテッドシート、ヒーテッドドアミラー付き）が標準装備となり、SOSボタン、自動衝突通知システム、盗難車回収、および車両監視アプリを含むStarlink安全およびセキュリティシステムがオプション（Limitedグレードは標準）として用意された。Limitedグレードには後退時警告、ブラインドスポットモニター、車線変更支援機能が搭載された。同時に外観の変更（フェイスリフト）も行われ、ハイブリッドモデルの販売最終年でもあった。

#### 特別仕様車
2015年1月にアメリカで、Premiumグレードを基にした特別仕様車「Special Edition」が発表された（1000台限定）。
2016年にもアメリカで、Premiumグレードを基にした特別仕様車「Special Edition」（外装色ピュアレッド、2.0Lエンジン、CVT）が発表された（1500台限定）。
2017年にカナダでは、外装色ピュアレッド、2.0Lエンジン、5段MT仕様（CVTも選択可能）の特別仕様車「Kazan Edition（火山エディション）」が発売された。
2017モデルイヤーにアメリカで特別仕様車の「Platinum Special Edition」が追加された。

### その他の市場
コンプリート・ノックダウンキット輸送されたSUBARU XVのマレーシアでの生産は2013年1月にTan Chong Motor Assemblies Sdn. Bhd (TCMA) で始まった。年間生産台数は5千台で、マレーシア、タイ、インドネシア、フィリピンで販売された.。タンチョンでの生産は2012年12月20日に始まった。
初期の欧州モデルは1.6 Lガソリン、2.0 Lガソリン、2.0 Lディーゼルから選択可能であった。トランスミッションは5段MT（1.6 Lガソリン）、6段MT（2.0 Lガソリン、2.0 Lディーゼル）、リニアトロニックCVT（1.6および2.0 Lガソリン）が組み合わされ、アイドリングストップ機能も搭載された（ガソリンエンジンモデルでは標準、ディーゼルエンジンモデルではオプション）。

## 3代目GT系（2017年 - 2023年）
各視点による世代数については以下の通りである。
- インプレッサ全体として：5代目
- XVとして：3代目
- クロストレック米国仕様車として：2代目

3代目は、「Fun Adventure」をコンセプトに、都会的で洗練されたデザインとスバルらしいSUVとしての走破性、そして世界最高水準の安全性能を兼ね備えたクロスオーバーSUVとして開発が行われた。株式会社SUBARUへの社名変更後、初のモデルとなる。
デザインは、スバル共通のデザインフィロソフィー「DYNAMIC × SOLID」を採用。
エクステリアでは、ヘキサゴンモチーフを基本にしたフロントグリルに幾何学テクスチャーを施した。また、スバル車の共通モチーフであるポジションランプは、グリルの横バーと連続性を持たせ、BOXERエンジンのピストンのイメージを表現。さらにランプ全体を薄型でシャープな造形とする事でスポーティさを表現した。サイドはフロントフェンダーからドアパネル・リアショルダーまで繋がるラインとリアに向けて跳ね上がるドアパネル下部の2つのキャラクターラインを設け、フロントバンパー・ホイールアーチ・サイドシル・リヤバンパーには動きのある形状としたマットブラックのクラッディングを施した。リヤはコンビランプを左右に大きく張り出し、によりワイド感とシャープさを強調。また、ブラックのリヤスポイラーやリヤバンパー上のマットブラックのクラッディングにより、個性的なキャラクターを強調した。
ボディサイズは、先代モデルに比べ全長が+15 mm、全幅は+20 mm、ホイールベースは+30 mmとそれぞれ拡大。なお、全高は先代モデルと共通の1,550 mmに抑えられており、ほとんどの機械式立体駐車場に入庫可能としている。また、最低地上高も、先代モデル同様200 mmに設定し、アプローチアングルを最適化。ドアは直角近くまで大きく開き、ドア開口部も広くなった。
インテリアは、ブラックとグレーを基調にオレンジステッチを強調要素として加えた。また、インストルメントパネルは抑揚を持たせた大胆な造形に変更。シートトリムは4種類を設定した。
安全装備面では、先代から引き続き「アイサイト (ver.3)」を全車に標準装備。北米市場ではオプションのCVTモデルに標準装備される。新たに「車線中央維持機能」を採用するとともに、ACC（全車速追従機能付クルーズコントロール）の機能強化を実施している。また、「スバルリヤビークルディテクション」（後側方警戒支援システム）、「ハイビームアシスト」から構成される「アドバンスドセイフティパッケージ」を、先代から引き続きメーカー装着オプションとして設定している（「1.6i EyeSight」を除く）。新たに運転席SRSニーエアバッグ、歩行者保護エアバッグを採用し、全車に標準装備。先代モデルから装備済みのデュアルSRSエアバッグ、SRSサイドエアバッグ＋SRSカーテンエアバッグと合わせ、合計7つの乗員保護用エアバッグを標準装備とした。
新プラットフォーム「SUBARU GLOBAL PLATFORM」の採用により、操舵応答性と操舵安定性を飛躍的に向上し、車線変更時などで操舵に対して車が線形に反応するようになった。併せて、衝突時のエネルギー吸収量を2代目比1.4倍に増大。ボディ構造の最適化と高張力鋼板の適切配置と相まって重量増を抑えながら全方位での衝突安全性を向上した。また、ボディはフレームワークを一新するとともに、プラットフォームと上屋骨格の結合強化、リアフレームとサイドシルの結合構造見直し、構造用接着剤の採用などによってボディ全体の剛性を向上し、振動騒音を抑制している。
フロントサスペンションは、クロスメンバーの構造を変更してエンジンマウント取付け部の剛性を向上し、振動を遮断。また、リヤサスペンションでは、サブフレームブッシュの形状を工夫することで、ブッシュを硬くすることなくサブフレームのロールを抑制。これにより運動性能と振動騒音の低減を両立した。また、サスペンションの取付け部剛性を高めることで、しっかりとダンパーを動かせるようにするとともに、ダンパーの減衰力を最適化。さらにリヤスタビライザーを車体に直接取り付けることでサブフレームへの入力が減り、車体の揺れを抑えている。
2.0 Lエンジンの「FB20」型は燃料システムを直噴化し、約80%の部品の設計を見直すことで、燃費性能と実用域トルクの向上を実現。最高出力は、+3 kw（4 PS）向上し、113 kw（154 PS）を発生。なお、最大トルクの数値は196 N･m（20.0 kgf･m）で、先代からの変化はない。また、廉価版として、1.6 Lエンジンの「FB16」型を新搭載した。なお、ハイブリッドモデルの「スバルXV HYBRID」は、2代目への移行で一旦廃止されていたが、2018年10月の改良時に、e-BOXER搭載グレード「Advance」として復活した。北米では2.5L FB25Dエンジン搭載モデルがある。
トランスミッションは、先代に引き続きリニアトロニックCVTを全車に搭載。北米市場は6速MTが標準でCVTがオプション設定される。「1.6i EyeSight」以外のグレードに設定されるマニュアルモードは先代の6速から、7速に進化している。
アクティブトルクスプリットAWDには、走破性をさらに高める電子制御システム「X-MODE」を新採用（「1.6i EyeSight」以外の全車）。エンジン・トランスミッション・AWD・VDCを統合制御し、4輪の駆動力やブレーキなどを適切に制御することで、悪路や滑りやすい路面、下り坂で効果を発揮する。

### 日本
2017年1月23日、2017年ジュネーブ国際モーターショーに、3代目XVを出展することが発表された。併せて、日本国内での先行予約受付を3月9日より開始する、と発表された。同年3月7日、2017年ジュネーブ国際モーターショーにて新型「SUBARU XV」が世界初公開された。同時に、画像・主な仕様が公表された。3月8日、同年3月9日より先行予約を開始すると発表された。国内向け5代目モデルの画像およびプロトタイプの主要諸元を公開。
2017年4月、フルモデルチェンジが行われた（5月24日発売）。グレード構成は、新設定の1.6L車は「1.6i EyeSight」、「1.6i-L EyeSight」、2.0L車に「2.0i-L EyeSight」、「2.0i-S EyeSight」の合計4グレードを設定。トランスミッションは全車リニアトロニックのみの設定で、「1.6i EyeSight」を除き「7速マニュアルモード付」となる。駆動方式はアクティブトルクスプリットAWDのみの設定。ボディカラーは、新色の「クールグレーカーキ」・「サンシャインオレンジ」に加え、先代モデルから継続設定となる「クリスタルホワイト・パール（有料色）」、「アイスシルバー・メタリック」、「ダークグレー・メタリック」、「クリスタルブラック・シリカ」、「ダークブルー・パール」、新設定の「ピュアレッド」、「クォーツブルー・パール」の全9色が設定された。
2018年10月、改良モデルが発表された。同時にe-BOXER搭載グレード「Advance」が追加された（10月19日発売。「Advance」のブラック内装のみ11月2日発売）。新設定の「Advance」は、水平対向4気筒2.0L直噴エンジン「FB20」型に「MA1」型モーターを組み合わせた「e-BOXER」搭載グレード。エクステリアは、クロムメッキ＋シルバー金属調のフロントグリル、フロントフォグランプカバー（シルバー金属調）、サイドクラッディング（シルバー塗装）、LEDハイ＆ロービームランプ（光輝プロジェクターリング）を採用。また、他グレードには設定のないLEDフロントフォグランプ、フロントバンパーガード（シルバー塗装）を専用装備とするほか、新デザインのローマウントタイプルーフレール（ブラック塗装）をメーカー装着オプションで用意。インテリアでは、他の2.0Lエンジン搭載グレードと共通のブラック内装に加え、専用のブルー内装を設定。オレンジをアクセントとしたブラック内装に対し、トリコット/トリコット＋合成皮革（ブルーステッチ）のシートをはじめ、インパネ加飾パネル（マットブルー金属調）・インナードアハンドル加飾パネル（マットブルー金属調＋カーボン調加飾パネル（クリア））を採用するほか、インパネアッパートリム・表皮巻センタートレイ加飾・本革巻ステアリングホイール・シフトブーツにはブルーステッチを、また、フロアコンソールリッド・フロント＆リヤドアアームレストにはネイビー表皮巻＋ブルーステッチを施す点が異なる。併せて、ネイビー / ライトグレー（ブルーステッチ）カラーの専用本革シートをメーカー装着オプションで設定。装備面ではマルチインフォメーションディスプレイ付メーターを「Advance」ロゴ入りの専用デザインとしたほか、アクティブグリルシャッターを新採用した。「Advance」のブルー内装専用ボディカラーとして、新色「ラグーンブルー・パール」を設定した。既存グレードの改良内容として、アイサイトには「後退時自動ブレーキシステム」を採用（「1.6i EyeSight」を除き標準装備）。また、「アドバンスドセイフティパッケージ」を、「アイサイトセイフティプラス（運転支援）」に改称。従来通り「スバルリヤビークルディテクション」（後側方警戒支援システム）と「ハイビームアシスト」をパッケージ化しているほか、新たに「アイサイトセイフティプラス（視界拡張）」と称し「サイドビューモニター」を新設定（いずれも、「1.6i EyeSight」を除きメーカー装着オプション）。さらにオートビークルホールドを新設定し、全グレードに標準装備とした。なお、「Advance」はWLTCモードでの燃料消費率（JC08モードによる数値も併記）・排出ガスに対応しており、「平成30年排出ガス基準50%低減レベル（☆☆☆☆）」認定を取得している。
2018年11月20日、北米市場向け「クロストレック」に、スバル初のプラグインハイブリッド車「CROSSTREK HYBRID（クロストレック ハイブリッド）」を追加すると発表された。燃焼効率を高めた新開発の専用2.0L4気筒水平対向直噴エンジンと、2つのモーターを組み込んだ新型リニアトロニック（CVT）、荷室下に配置した大容量のリチウムイオンバッテリーを組み合わせた「SUBARU StarDrive Technology」を搭載。2018年内に米国で販売を開始する、と発表された。
2019年10月、改良モデルが発表された（2.0L車は11月15日発売、1.6L車は2020年1月発売）。従来の「2.0i-L EyeSight」と「2.0i-S EyeSight」は「e-BOXER」が新たに搭載されて「2.0e-L EyeSight」と「2.0e-S EyeSight」に改められ、既存の「Advance」と合わせて2.0L車は全グレード「e-BOXER」搭載車となった。外観はLEDハイおよびロービームランプ（「2.0e-S EyeSight」・「Advance」に標準装備、それ以外のグレードはメーカーオプション）とリアフォグランプ、内装はマルチファンクションディスプレイ（「1.6i EyeSight」を除く）とマルチインフォーメーションディスプレイ付メーターが新デザインにそれぞれ変更された。装備面では「アイサイト・ツーリングアシスト」を全車に標準装備するとともに、LEDハイ&ロービームランプにアダプティブドライビングビームを追加、「1.6i EyeSight」を除く全グレードには雪道や砂利道などの滑りやすい道に使用する「SNOW・DIRT」、深雪やぬかるみなどタイヤが埋まってしまうような道に使用する「DEEP SNOW・MUD」の2種類が選択可能な「X-MODE」が搭載され、アクセスキー対応運転席シートポジションメモリー機能、ドアミラーメモリー&オート格納機能、リバース連動ドアミラー（これら3点は「2.0e-S EyeSight」・「Advance」に標準装備、「2.0e-L EyeSight」は運転席および助手席8ウェイパワーシートとセットでメーカーオプション設定）、集中ドアロック（オートドアロック・アンロック機能付、全車に標準装備）も採用された。ボディカラーは「ダークグレー・メタリック」を「マグネタイトグレー・メタリック」に入れ替えた。
2020年9月、大幅改良モデル（マイナーチェンジ）が発表された（10月8日発売）。外観はバンパーやグリルのデザインが変更され、アルミホイールのデザインも変更。ボディカラーの設定が見直され、「クオーツブルー・パール」と「サンシャインオレンジ」を廃止し、「ダークブルー・パール」を2.0L車専用色に移行。併せて、1.6L車には「ラピスブルー・パール」、2.0L車には「ホライゾンブルー・パール」と新色の「プラズマイエロー・パール」がそれぞれ設定された。内装は「1.6i-L EyeSight」と「Advance」においてカラーコーディネートやシート表皮が見直された。走行性能ではサスペンションが改良されたほか、2.0L車はSI-DRIVEと協調するアダプティブ変速制御「e-Active Shift Control」を採用。安全面では見通しの悪い交差点や駐車・発進時にドライバーの視界をサポートするフロントビューモニターがメーカーオプション設定された。なお、今回の一部改良により、1.6L車もWLTCモードによる燃料消費率（JC08モードによる数値も併記）ならびに排出ガスに対応したが、平成30年排出ガス規制適合となり、従来リアウィンドウ右下に装着されていた「低排出ガス車」ステッカーが装着されなくなった。
2021年6月、特別仕様車「2.0e-L EyeSight Smart Edition」が発表された。「2.0e-L EyeSight」をベースに、17インチアルミホイールをダークグレーメタリック塗装の専用デザインに変更するとともに、ベースグレードではメーカー装着オプションとなるLEDハイ&ロービームランプ+ステアリング連動ヘッドランプ+アダプティブドライビングビームとクリアビューパックを特別装備。これらのオプションの価格は2.0e-Lでは11万円であったが、Smart Editionの価格は2.0e-Lに対して5万5000円高（ルーフレール非装着車の車両本体価格が270万6000円）であり、スバルは「お求め易い価格としました」としている。内装ではマルチインフォメーションディスプレイ付メーターの文字盤にブルーグラデーションが施され、ステッチをシルバーに、メーターバイザーリングとパワーウインドゥスイッチ加飾をピアノブラック調に、ドアミラースイッチ・サイドベンチレーショングリル・前席カップホルダーをブラックにそれぞれ変え、インパネセンターバイザー（レザー調素材巻、オレンジステッチ）を非装備化した。ボディカラーは「クールグレーカーキ」、「クリスタルホワイト・パール（有料色）」に、特別設定色としてカタロググレードでは「Advance」専用の「ラグーンブルー・パール」を加えた3色が設定された。同年12月、一部改良モデルおよび特別仕様車「Advance Style Edition」が発表された。「2.0e-S EyeSight」と「Advance」にSUBARU XVのファブリックシート仕様で初となるフロントシートヒーターを標準装備（それ以外の2.0L車は運転席/助手席パワーシートと、1.6L車は本革シートとそれぞれセットオプションにて装備可能）。1.6L車はボディカラーが一部入替となり、「ラピスブルー・パール」に替わって「サファイアブルー・パール」が新たに設定された。特別仕様車は初代モデルの発売から10周年を記念したもので、「Advance」をベースに、18インチアルミホイールをダークガンメタリック塗装に、フロントグリル・フロントバンパーガード・フロントフォグランプカバー・シャークフィンアンテナ・ルーフスポイラーのセンターをグレーメタリック塗装に、ルーフスポイラーのサイドを無塗装ブラックに、電動格納式カラードドアミラーをグレーメタリックに、シートはトリコット/トリコット+合成皮革（グレー+チャコール/ライトグレー+ブラック、イエローステッチ）に、内装にはブラックラスト塗装（一部は加飾として装備）やイエローステッチを随所に採用した。なお、ベースグレードからサイドクラッティングのシルバー塗装と光輝ウィンドゥモールを非装備化したことで、ベースグレード比4.4万円（消費税込）安に設定された。ボディカラーはベースグレードからピュアレッド、ダークブルー・パール、ラグーンブルー・パールの3色が未設定となる。
2022年9月、東京・お台場の特設会場で行われた「SIP自動運転 実証実験プロジェクト 展示試乗会」にて、SUBARU XVをベースとした自動運転実験車「HARMONIA DRIVING」が世界初公開された。

#### 年表
- 2017年4月6日 - フルモデルチェンジが行われた。
- 2018年9月11日 - 2018年10月に発表予定の改良モデルにe-BOXER搭載グレード「Advance」を追加することが発表された[48]。同時に、特設webサイトをオープンするとともに、先行予約が開始された。
- 2018年10月11日 - 改良モデルが発表された。
- 2019年10月10日 - 改良モデルが発表された（2.0L車は11月15日発売、1.6L車は2020年1月発売）。
- 2020年9月4日 - 大幅改良モデル（マイナーチェンジ）が発表された（10月8日発売）。
- 2021年6月17日 - 特別仕様車「2.0e-L EyeSight Smart Edition」が発表された。
- 2021年12月16日 - 一部改良モデルおよび特別仕様車「Advance Style Edition」が発表された。
- 2022年10月16日 - クロストレックへの移行に伴い、新規注文の受付を終了（オーダーストップ）し、在庫分がなくなり次第、販売終了となる[49]。

### 北米

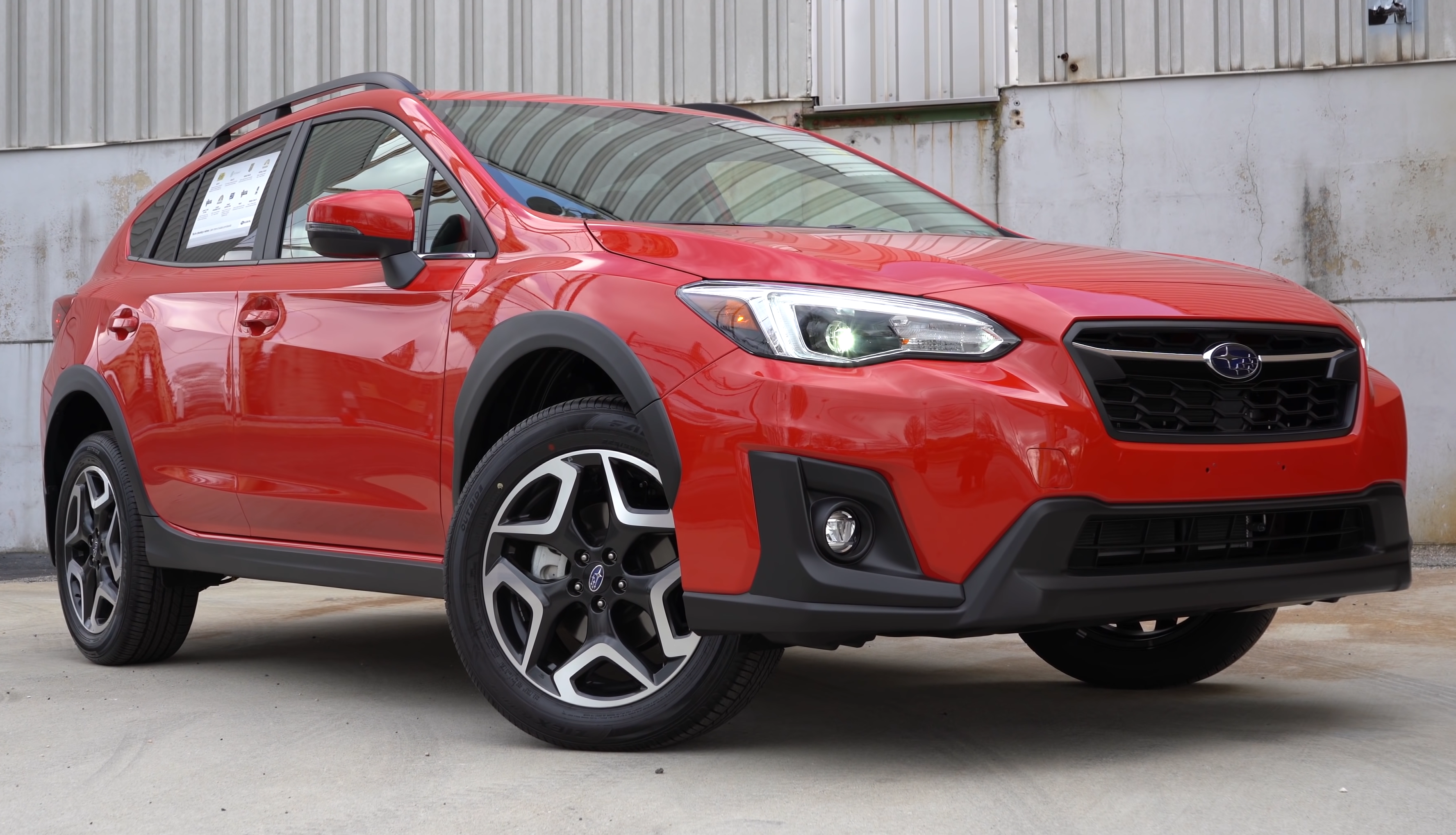
2020 スバル・クロストレック（米国仕様）

北米における第2世代クロストレックは、改良された直噴FB20D型ガソリンエンジン（115 kW (154 hp; 156 PS)、196 N⋅m (20 kg⋅m; 145 lb⋅ft)）を使用する。Baseグレードのトランスミッションは初代クロストレック（GP系）の5段マニュアルトランスミッションから6段マニュアルトランスミッションに変更された。内装の質が向上し、新型の6.5インチ・スバルStarlinkインフォテインメントシステム（Apple CarPlayとAndroid Autoに対応）が標準装備、Limitedグレードでは8.0インチシステムとナビが選択可能であった。ナビはオプションであったが、全グレードがApple MapsとGoogle Mapsを使用できた。また、全グレードでStarlinkアプリを通してマゼランナビゲーションを利用可能である。サイドウインドウのオート開閉が初めて助手席側に付いた。Starlinkセイフティとキーレス始動および開錠はPremiumグレードで標準装備とされた。EyeSightがオプションのモデルには自動ハイビームが付いた。Limitedグレードでは、アダプティブLEDヘッドライト、キーレス始動および開錠が付き、ハーマン・カードンが選択可能で、6-way運転席パワーシートが含まれた。オフロード支援機能のX-MODE機能も追加された。
2019年、CVTを搭載する全モデルにEyeSightが付いた。先代に存在したHybridグレードがプラグインハイブリッドとして復活した。
2020年、クロストレックにパワートレイン制御システムSI-DRIVEが導入された。アイドリングストップが追加され、Premiumグレードには6-way運転席パワーシートが追加された。全モデルで、USBポートとAUXポートがセンターコンソールからコンソールストレージトレイに移動した。LimitedおよびHybridグレードには後席用USBポートが付いた。新機能として、自動ドアロック・アンロックシステム（衝突時の自動開錠機能付き）が追加された。EyeSightシステムには車線中央維持機能が備わった。

#### 特別仕様車
2018年、アメリカでLimitedグレードを基にした特別仕様車「50th Anniversary Edition」が発表された（1050台限定）。
2023年型では、ボディ色に先代で設定されたデザートカーキを採用したSpecial Editionが追加された。

#### クロストレック・ハイブリッド
2018年5月、スバルオブアメリカは2019モデル年度向けにプラグインハイブリッド版を発表した。このモデルは法令遵守車（コンプライアンスカー）として機能し、したがってカリフォルニア州の排ガス基準に従う州でのみ販売される。
アトキンソンサイクル化により低出力・高効率化されたFB20エンジン（137 hp (139 PS; 102 kW)）と発電用モーターおよび駆動用モーター（118 hp (120 PS; 88 kW)、149 lb⋅ft (202 N⋅m)）を組み合わせ、システム合計出力で148 hp (150 PS; 110 kW)を発生する。燃料タンク容量は13.2米ガロン (50 L)、バッテリー容量は8.8 kWhで、合わせた航続距離は772 kmである。2つのモーターとバッテリーによる重量増加は約455 lb (206 kg)。電力のみでは航続距離17 mi (27 km)、最大速度65 mph (105 km/h)。大容量バッテリーを搭載するため荷室フロア面が約60 mm上がっている。こうした機構によりフルEV、パラレルハイブリッド、シリーズハイブリッドの3つの走行モードを実現している。
トランスミッションはトヨタからハイブリッドシステムTHS-IIの技術供与を受け、縦置きエンジンのAWDシステムに組み込むために新規に開発されたもので、『TH2A』と呼ばれる。モーターに関してはトヨタ・カムリHV、バッテリーパックはプリウスPHVのものをそれぞれ使用している。

### その他の地域
欧州ではマイルドハイブリッド仕様のみが販売された。オーストラリアでは、2.0Lガソリンエンジン仕様とマイルドハイブリッド仕様が販売された。
タイ、マレーシア、フィリピンでは特別発注のアクセサリーキットを装着した「Subaru XV GT Edition」が発売された。

## 車名の由来
XVはCrossover（=X-over）Vehicleを意味する。5代目スバル・サンバーのRV志向モデル、サンバートライのスーパーチャージャー搭載グレード名としても1990年から1992年までの間存在していた。